# Charpentieria scarificata
Charpentieria scarificata is een slakkensoort uit de familie van de Clausiliidae. De wetenschappelijke naam van de soort is voor het eerst geldig gepubliceerd in 1857 door L. Pfeiffer.